# Sermoise
 Sermoise  es una población y comuna francesa, en la región de Picardía, departamento de Aisne, en el distrito de Soissons y cantón de Braine.

## Demografía
| 335 | 368 | 369 | 387 | 421 | 364 | 408 | 419 | 352 | 348 | 320 | 286 | 290 | 281 | 312 | 321 | 343 | 324 | 315 | 275 | 185 | 238 | 245 | 237 | 199 | 229 | 288 | 302 | 289 | 300 | 361 | 341 | 313 |
| Para los censos de 1962 a 1999 la población legal corresponde a la población sin duplicidades (Fuente: INSEE [Consultar]) |     |     |     |     |     |     |     |     |     |     |     |     |     |     |     |     |     |     |     |     |     |     |     |     |     |     |     |     |     |     |     |     |